# Sotkajoki (vattendrag, lat 67,35, long 25,62)
Sotkajoki är ett vattendrag i Finland.   Det ligger i landskapet Lappland, i den norra delen av landet, 800 km norr om huvudstaden Helsingfors. Sotkajoki ligger vid sjön Löysäkinjärvi.